# Rudolf Lilljeqvist
Johan Rudolf Lilljeqvist, född 6 september 1855 i Stockholm, försvunnen, troligen drunknad, 8 februari 1930 i Bengtsfors, var en svensk civilingenjör och direktör. Han var en av två testamentsexekutorer efter Alfred Nobel.

## Biografi
Rudolf Lilljeqvist utbildade sig till civilingenjör vid Kungliga Tekniska Högskolan. Han var egentligen brobyggare och hans viktigaste arbete i den branschen var som biträdande ingenjör vid bygget av Forth Rail Bridge över Firth of Forth nära Edinburgh i Skottland.
Vid återkomsten till Sverige 1895 inledde han förverkligandet av byggandet av en elektrokemisk fabrik i Bengtsfors i Dalsland, planer som han påbörjat redan i Skottland. Han fick Alfred Nobel intresserad av projektet och denne lovade att teckna sig för en aktiepost om 100 000 kr om Lilljeqvist kunde få ihop resten av erforderligt kapital, totalt 350 000 kr på annat håll. Så blev fallet och Lilljeqvist satte igång. Företaget fick namnet Elektrokemiska aktiebolaget (EKA).
Nobel måtte ha fått förtroende för Lilljeqvist för i juli 1896 erbjöds han av Nobel chefskapet för Nobels nya företag i Bofors, Karlskoga. Lilljeqvist fann sig dock nödsakad att tacka nej då han ville lägga all sin kraft på EKA i Bengtsfors. Sedan hörde han inte vidare av Nobel och trodde sig förstå att denne hade blivit missbelåten med svaret. Så mycket större blev hans överraskning då det efter Nobels död i december 1896 visade sig att han blivit utsedd till den ene av två testamentstexekutorer.
Ragnar Sohlman, som den andre testamentsexekutorn hette, och Lilljeqvist inledde genast arbetet med att försöka förverkliga Nobels intentioner. Så småningom utvecklades en stor vänskap mellan Sohlman och Lilljeqvist och när sedermera båda bildade familj umgicks familjerna tidvis.
Arbetet med testamentet tog många år och mycket kraft i anspråk och först 1901 kunde det första Nobelpriset utdelas.
Rudolf Lilljeqvist gifte sig 1903 med Ellen Fredrika Wichman (1879–1954) som var hans kusins dotter. Makarna fick fyra söner, bland dem Olof Lilljeqvist, och en dotter, gift med Albin Ahrenberg. År 1930 omkom Rudolf Lilljeqvist då han föll ner i sin egen kraftverksdamm. Kroppen har aldrig återfunnits.